# 新羅哈欽斯凱
46°51′56″N 34°44′13″E / 46.86556°N 34.73694°E
新羅哈欽斯凱（烏克蘭語：Новорогачинське）是位於烏克蘭南部的村莊，由赫爾松州海尼切斯克區的下錫羅霍濟市鎮負責管轄。該村面積40.4平方公里，海拔高度59米，2001年人口150，人口密度每平方公里3.7人。